# Torneo de Birmingham 2024
El Rothesay Classic 2024 fue la 42.ª edición de este torneo de tenis femenino jugado en césped al aire libre. Se llevó a cabo en el Edgbaston Priory Club de Birmingham (Inglaterra, Reino Unido), entre el 17 y el 23 de junio de 2024.

## Distribución de puntos
| Modalidad           | Campeona | Finalista | Semifinales | Cuartos de final | 2ª ronda | 1ª ronda | Clasificadas | 2ª ronda de clasificación | 1ª ronda de clasificación |
| Individual femenino | 280      | 180       | 110         | 60               | 30       | 1        | 18           | 12                        | 1                         |
| Dobles femenino     | 280      | 180       | 110         | -                | -        | 1        | -            | 69                        | -                         |

## Cabezas de serie

### Individuales femenino
| Tenista            | Ranking | Preclasificada |
| Jeļena Ostapenko   | 13      | 1              |
| Barbora Krejčíková | 25      | 2              |
| Sorana Cîrstea     | 29      | 3              |
| Katie Boulter      | 30      | 4              |
| Elise Mertens      | 32      | 5              |
| Leylah Fernandez   | 33      | 6              |
| Anastasia Potapova | 36      | 7              |
| Marie Bouzková     | 37      | 8              |

- Ranking del 10 de junio de 2024.[2]

### Dobles femenino
| Tenista                           | Ranking | Preclasificada |
| Su-wei Hsieh Elise Mertens        | 3       | 1              |
| Gabriela Dabrowski Erin Routliffe | 10      | 2              |
| Marie Bouzková Sara Sorribes      | 44      | 3              |
| Asia Muhammad Aldila Sutjiadi     | 65      | 4              |

## Campeonas

### Individual femenino
Yulia Putintseva venció a  Ajla Tomljanović por 6-1, 7-6(8)

### Dobles femenino
Su-wei Hsieh /  Elise Mertens vencieron a  Miyu Kato /  Zhang Shuai por 6-1, 6-3